# サートリストラム
サートリストラム (Sir Tristram) とは、アイルランド生産のサラブレッド競走馬である。オセアニアで種牡馬として成果を収めた。南半球のノーザンダンサーの異名をもつ。
フランス・アメリカ合衆国で競走馬生活を送ったが、重賞を勝つことはできなかった。競走馬を引退したあとはニュージーランドで種牡馬となり、オーストラリアで6回、ニュージーランドで7回リーディングサイアーとなり、現在でもオセアニアの競馬史上最大の種牡馬といわれている。
日本では孫にあたるセントスティーヴンが2002年の中山グランドジャンプを優勝した。
また、子で日本に外国産馬として輸入されたヤマニンバイタルが重賞未勝利に終わりながらも、ニュージーランドに輸出され、GI馬2頭を送り出した。

## おもな産駒
- ザビール（オーストラリアンギニーズなど）
- グロヴナー（ヴィクトリアダービーなど）
- ブリュー（メルボルンカップなど）
- ソヴリンレッド（ヴィクトリアダービーなど）
- マロウディング（ゴールデンスリッパーステークスなど）

## おもなサイアーライン
サートリストラム (1971)
　｜ソヴリンレッド (1977)
　｜グロヴナー (1979)
　｜｜オムニコープ (1984)
　｜マロウディング (1984)
　｜ヒューラタウン (1986)
　｜ザビール (1986)
　　｜オクタゴナル (1992)
　　｜｜ロンロ (1998)

## 血統表
| サートリストラムの血統サーゲイロード系 / Princequillo4×3=18.75%・Selene5×4=9.38%・Lavendula5×5=6.25% | サートリストラムの血統サーゲイロード系 / Princequillo4×3=18.75%・Selene5×4=9.38%・Lavendula5×5=6.25% | サートリストラムの血統サーゲイロード系 / Princequillo4×3=18.75%・Selene5×4=9.38%・Lavendula5×5=6.25% | （血統表の出典） | （血統表の出典） |
| 父 Sir Ivor 1965 鹿毛                                                                                | 父の父Sir Gaylord 1959 黒鹿毛                                                                        | Turn-to                                                                                              | Royal Charger    | Royal Charger    |
| 父 Sir Ivor 1965 鹿毛                                                                                | 父の父Sir Gaylord 1959 黒鹿毛                                                                        | Turn-to                                                                                              | Source Sucree    |                  |
| 父 Sir Ivor 1965 鹿毛                                                                                | 父の父Sir Gaylord 1959 黒鹿毛                                                                        | Somethingroyal                                                                                       | Princequillo     | Princequillo     |
| 父 Sir Ivor 1965 鹿毛                                                                                | 父の父Sir Gaylord 1959 黒鹿毛                                                                        | Somethingroyal                                                                                       | Imperatrice      |                  |
| 父 Sir Ivor 1965 鹿毛                                                                                | 父の母Attica 1953 栗毛                                                                               | Mr.Trouble                                                                                           | Mahmoud          | Mahmoud          |
| 父 Sir Ivor 1965 鹿毛                                                                                | 父の母Attica 1953 栗毛                                                                               | Mr.Trouble                                                                                           | Motto            |                  |
| 父 Sir Ivor 1965 鹿毛                                                                                | 父の母Attica 1953 栗毛                                                                               | Athenia                                                                                              | Pharamond        | Pharamond        |
| 父 Sir Ivor 1965 鹿毛                                                                                | 父の母Attica 1953 栗毛                                                                               | Athenia                                                                                              | Salaminia        |                  |
| 母 Isolt 1961 鹿毛                                                                                   | 母の父Round Table 1954 鹿毛                                                                          | Princequillo                                                                                         | Prince Rose      | Prince Rose      |
| 母 Isolt 1961 鹿毛                                                                                   | 母の父Round Table 1954 鹿毛                                                                          | Princequillo                                                                                         | Cosquilla        |                  |
| 母 Isolt 1961 鹿毛                                                                                   | 母の父Round Table 1954 鹿毛                                                                          | Knight's Daughter                                                                                    | Sir Cosmo        | Sir Cosmo        |
| 母 Isolt 1961 鹿毛                                                                                   | 母の父Round Table 1954 鹿毛                                                                          | Knight's Daughter                                                                                    | Feola            |                  |
| 母 Isolt 1961 鹿毛                                                                                   | 母の母All My Eye 1954 栗毛                                                                           | My Babu                                                                                              | Djebel           | Djebel           |
| 母 Isolt 1961 鹿毛                                                                                   | 母の母All My Eye 1954 栗毛                                                                           | My Babu                                                                                              | Perfume          |                  |
| 母 Isolt 1961 鹿毛                                                                                   | 母の母All My Eye 1954 栗毛                                                                           | All Moonshine                                                                                        | Bobsleigh        | Bobsleigh        |
| 母 Isolt 1961 鹿毛                                                                                   | 母の母All My Eye 1954 栗毛                                                                           | All Moonshine                                                                                        | Selene F-No.6-e  |                  |

- 4代母Seleneの産駒にPharamond、Hyperionがおり、サートリストラムはSeleneを5×4でインブリードしている。
- 3代母All Moonshineの産駒にMossborough